# Triunia youngiana
Triunia youngiana är en tvåhjärtbladig växtart som först beskrevs av C. Moore & F. Müll., och fick sitt nu gällande namn av Lawrence Alexander Sidney Johnson och Barbara Gillian Briggs. Triunia youngiana ingår i släktet Triunia och familjen Proteaceae. Inga underarter finns listade i Catalogue of Life.